# Pietrowskij (Kraj Krasnodarski)
Pietrowskij (ros. Петровский) – chutor w Rosji, w Kraju Krasnodarskim, w rejonie gulkiewickim. W 2010 liczył 142 mieszkańców.